# Maróz (jezioro)
Maróz – jezioro położone pomiędzy wsiami Maróz, Marózek i Swaderki w województwie warmińsko-mazurskim, w powiecie olsztyńskim, w gminie Olsztynek, około 5 km na wschód od Waplewa.

## Morfometria
Powierzchnia jeziora wynosi 332,5 ha, długość 5580 m, szerokość 1200 m, głębokość maksymalna 41,0 m, średnia 11,9 m. Długość urozmaiconej linii brzegowej wynosi 18 000 m. 

## Turystyka i wypoczynek
Nad jeziorem położony jest ośrodek wypoczynkowy "Warmia". Istnieje możliwość spływu kajakowego w kierunku północno-zachodnim do jeziora Mielno i w kierunku północnym do jeziora Pluszne.

## Wędkarstwo
Nad brzegami ulokowano liczne pomosty dla wędkarzy. W wodach jeziora występują m.in. okonie, szczupaki, leszcze i płocie. Akwen jest łowiskiem całorocznym, dostępnym do wędkowania z łodzi od 1 maja do 15 listopada.